# Tres Grandes (fabricantes de automóviles)
|                             |
| Las Tres Grandes de Detroit |

En la industria automotriz, el término Tres Grandes se refiere a los tres mayores fabricantes de automóviles de un país. Históricamente, la expresión original en inglés (The Big Three) se acuñó en Estados Unidos para designar a las tres grandes empresas de Detroit (Ford, fundada en 1903; General Motors, que data de 1908; y Chrysler, fundada en 1925) que estuvieron copando ininterrumpidamente el mercado automovilístico norteamericano desde la década de 1930. 
- Los Tres grandes de Estados Unidos son General Motors, Ford y Fiat Chrysler (FCA US).[1][2]
- Los Tres Grandes de Japón son Toyota, Nissan y Honda.[3]
- Los Tres Grandes de Alemania son Audi (Volkswagen AG), Mercedes-Benz (Daimler AG) y BMW (BMW AG).[4]
- Los Tres Grandes de Francia son Renault, Peugeot y Citroën,[5] aunque tanto Peugeot como Citroën son parte del Groupe PSA (que también posee Opel/Vauxhall).
- Los Tres Grandes de Italia fueron Fiat, Lancia y Alfa Romeo. Fiat finalmente compró las otras dos marcas principales y formó el Grupo Fiat. Los Tres Grandes de Italia también pueden referirse a las marcas del segmento de superdeportivos de lujo con sede en la región de la Emilia-Romagna: Ferrari, Maserati y Lamborghini.
- Los Tres Grandes de la India son Maruti Suzuki, Mahindra y Tata.[6]
- Los Tres Grandes de Corea del Sur son Hyundai, Kia y GM Korea, aunque Hyundai posee el 33% de Kia.

## Estados Unidos
General Motors, Ford Motor Company y Fiat Chrysler Automobiles US a menudo se conocen como los "Tres Grandes", siendo los mayores fabricantes de automóviles en los Estados Unidos. Fueron por un tiempo los tres más grandes del mundo, con GM y Ford situados entre los cinco primeros. Los Tres Grandes también se distinguen no solo por su tamaño y distribución geográfica, sino también por su modelo de negocio. Las tres tienen su sede en el área de Detroit. La mayoría de sus operaciones están sindicalizadas con United Auto Workers y Unifor. 
Ford ha ocupado el puesto de segundo fabricante de automóviles durante los últimos 56 años, siendo relegado al tercer lugar en ventas en América del Norte después de ser superado por Toyota en 2007. Ese año, Toyota produjo más vehículos que GM, aunque GM aún superó a Toyota. En ese momento, GM llevaba 77 años consecutivos siendo el número uno en ventas. En el primer trimestre de 2008, Toyota finalmente superó a GM. En el mercado norteamericano, los fabricantes de automóviles de Detroit conservaron los tres primeros lugares, aunque su cuota de mercado está disminuyendo. Honda dejó a Chrysler en el cuarto puesto en las ventas estadounidenses de 2008. Posteriormente Toyota ha vuelto al cuarto lugar en ventas, con Honda detrás en quinto lugar, permitiendo a los Tres de Detroit reclamar su título de los Tres Grandes. 
La mano de obra sindicalizada puede generar costos laborales más altos que a otros fabricantes de automóviles multinacionales, incluidos aquellos con plantas en América del Norte. El Informe Harbour de 2005 estimó que el liderazgo de Toyota en productividad laboral equivalía a una ventaja de costo de 350 a 500 dólares por vehículo sobre los fabricantes estadounidenses. El UAW acordó un salario de dos niveles en las negociaciones de 2007, algo que el CAW ha rechazado hasta ahora. Delphi, que se separó de GM en 1999, se declaró en bancarrota según el Capítulo 11 después de que la UAW se negó a recortar sus salarios, y se esperaba que GM debiera asumir un déficit de 7 mil millones dólares.
Con el fin de mejorar las ganancias, los fabricantes de automóviles de Detroit llegaron a acuerdos con los sindicatos para reducir los salarios, al tiempo que asumieron compromisos de pensiones y atención médica. GM, por ejemplo, en una ocasión asumió el costo total de financiar las primas de seguro de salud de sus empleados, sus descendientes y jubilados, ya que Estados Unidos no tenía un sistema de atención médica universal. Con la mayoría de estos planes insuficientemente financiados a fines de la década de 1990, las compañías han tratado de proporcionar paquetes de jubilación a los trabajadores de más edad y han llegado a acuerdos con la UAW para transferir las obligaciones de pensiones a un fideicomiso independiente. En 2009, el CBC informó de que los fabricantes de automóviles japoneses no sindicalizados, con sus fuerza de trabajo estadounidense más joven y con menos jubilados, continuarían disfrutando de una ventaja de costos sobre los Tres Grandes.
A pesar de la historia de sus marcas, muchos modelos de automóviles con una larga trayectoria se dejaron de producir o se relegaron a las ventas de flota, ya que los Tres Grandes orientaron los recursos inicialmente previstos a los automóviles medianos y compactos para liderar la "Locura SUV". Desde finales de la década de 1990, más de la mitad de sus ganancias han provenido de los vehículos utilitarios deportivos, mientras que a menudo no podían alcanzar la rentabilidad en la venta de coches compactos, a menos que el comprador eligiera determinadas opciones. Ron Harbour, al publicar el Informe de Oliver Wyman de 2008, reveló que muchos pequeños "modelos económicos" del pasado líderes en pérdidas, se diseñaron para atraer clientes a la marca, con la esperanza de que se mantuvieran fieles y terminaran adquiriendo modelos más rentables. El informe estimaba que un fabricante de automóviles necesitaba vender diez coches pequeños para obtener las mismas ganancias que en un vehículo grande, y que tenían que producir automóviles pequeños y medianos de manera rentable para tener éxito, algo que los tres de Detroit tenían problemas para cumplir.
Las ventas de SUV alcanzaron su punto máximo en 1999, pero no han vuelto a ese nivel desde entonces, debido a los altos precios de la gasolina. Los Tres Grandes han sufrido una pérdida de reputación relativa a la calidad y a la fiabilidad de sus productos frente a sus homólogos japoneses, lo que les ha sido difícil de superar. También tardaron en lanzar nuevos vehículos al mercado, mientras que los japoneses pasaban a ser considerados los líderes en la producción de automóviles más pequeños y eficientes en consumo de combustible.
La caída de las ventas y la participación en el mercado han dado como resultado que las plantas de los "Big Three" operen por debajo de su capacidad (las plantas de GM estaban al 85% en noviembre de 2005, muy por debajo de las plantas de sus competidores asiáticos), lo que llevó a recortes de producción, cierres de plantas y despidos. Han dependido en gran medida de incentivos considerables y arrendamientos subsidiados para vender vehículos, lo que fue crucial para mantener las plantas en funcionamiento, lo que a su vez impulsó una parte significativa de la economía de Míchigan. Estas estrategias promocionales, que incluyen reembolsos, precios especiales a los empleados y financiación del 0%, han impulsado las ventas, pero también han reducido las ganancias. Más importante aún, tales promociones agotan las reservas de efectivo del fabricante de automóviles a corto plazo, mientras que a largo plazo la compañía sufre el estigma de vender vehículos debido a su bajo precio en vez de por su mérito técnico. Desde entonces, los fabricantes de automóviles intentaron reducir los incentivos y aumentar los precios, al tiempo que redujeron la producción. La crisis de las hipotecas de alto riesgo y los altos precios del petróleo en 2008 resultaron en la caída en popularidad de los furgones y SUV más vendidos, lo que quizás obligó a los fabricantes de automóviles a continuar ofreciendo grandes incentivos para ayudar a eliminar el exceso de inventario.
Los Tres Grandes solicitaron al gobernador de California Arnold Schwarzenegger que retirara los requisitos que limitaban las emisiones de los gases de escape. En respuesta, el gobernador Schwarzenegger le dijo a los Tres Grandes que "bajaran [su] trasero".
En 2008, con los altos precios del petróleo y una economía de EE. UU. en declive debido a la crisis de las hipotecas de alto riesgo, los Tres Grandes empezaron a reconsiderar su estrategia, inactivando o convirtiendo plantas de camiones ligeros para fabricar coches pequeños. Debido a la disminución del valor residual de sus vehículos, Chrysler dejó de ofrecer el arrendamiento de sus vehículos.
En 2009, General Motors y Chrysler solicitaron y resurgieron de la reestructuración del Capítulo 11 en los Estados Unidos. General Motors de Canadá no se declaró en bancarrota. El control del gobierno de Estados Unidos y Canadá presentó como temporal. El 10 de junio de 2009, Chrysler Group LLC salió de una quiebra de reorganización del Capítulo 11 y fue vendida al fabricante de automóviles italiano Fiat. El 3 de junio de 2011, Fiat compró la participación restante del Tesoro de los Estados Unidos en Chrysler por 500 millones de dólares, aumentando su propiedad del fabricante de automóviles al 53%. El 21 de enero de 2014, Fiat compró la participación restante en Chrysler Group que aún no tenía, perteneciente al fideicomiso de jubilación de beneficios médicos para empleados de United Auto Workers.
Debido a la estructura corporativa de Fiat Chrysler Automobiles, con sede en el Reino Unido a efectos fiscales y la diferencia de propiedad del 29 por ciento de los accionistas estadounidenses y de la familia Agnelli, algunas publicaciones citan a Detroit como el "Big Two" (GM y Ford) en lugar del "Big Three". Diversos medios ahora incluyen a Tesla entre los "Tres Grandes" porque es el tercer mayor fabricante de automóviles estadounidense, con una valoración bursátil de $ 34.16B, mucho más alta que la de FCA (Chrysler), valorada en $ 9.05B.

## Japón
Los fabricantes de automóviles japoneses Toyota, Nissan y Honda, entre muchos otros, han sido considerados durante mucho tiempo los líderes en la producción de automóviles más pequeños y eficientes en combustible. Sus vehículos se pusieron a la vanguardia, debido a la crisis petrolera de 1973 que tuvo un gran impacto en la industria automotriz. Por ejemplo, el Honda Civic se consideró superior a los competidores estadounidenses como el Chevrolet Vega y el Ford Pinto. El Civic ha sido el automóvil más vendido en Canadá durante 22 años seguidos.
Además, el Nissan 240Z se presentó a un precio relativamente bajo en comparación con otros automóviles deportivos extranjeros de la época (Jaguar, BMW, Porsche, etc.), al tiempo que proporcionaban rendimiento, fiabilidad y buena apariencia. Esto amplió la imagen de los fabricantes de automóviles japoneses más allá de sus éxitos de ecomía de consumo. 
Antes de que Honda presentara el Acura en 1986, las exportaciones de automóviles japoneses eran principalmente de diseño económico y en gran medida dirigidas a consumidores de bajo poder adquisitivo. Los tres grandes japoneses crearon sus marcas de lujo para desafiar a las marcas establecidas. Siguiendo el ejemplo de Honda, Toyota lanzó la marca Lexus con el LS 400, que debutó con un precio de 38.000 dólares en los EE. UU. (en algunos mercados, con un precio similar a los modelos de seis cilindros de tamaño medio de Mercedes-Benz y BMW), siend calificado por la revista Car and Driver mejor que el Mercedes-Benz W126 de 63.000 $ y que el BMW E32 de 55.000 $ en términos de conducción, manejo y rendimiento. En general, fue considerado como un gran shock para las marcas europeas; las cifras de ventas de BMW y de Mercedes-Benz en Estados Unidos cayeron un 29% y un 19%, respectivamente, con el entonces presidente de BMW, Eberhard von Kuenheim, acusando a Lexus de dumping en ese mercado. La marca Infiniti de Nissan se convirtió en un actor más en el mercado de lujo, principalmente gracias a su popular Q45. El vehículo incluía un líder de su clase (en ese momento) con un motor Motor V8 de 278 CV (207 kW), dirección en las cuatro ruedas, el primer sistema de suspensión activa que se ofrecía en un vehículo de motor y numerosos elementos de lujo en el interior. Esto lo hizo competitivo frente a las importaciones alemanas como Audi, BMW y Mercedes-Benz, que en el momento del lanzamiento de Infiniti habían superado a Cadillac y Lincoln al dominar el segmento de lujo del mercado estadounidense. En 1990, cuatro años después del debut de Legend e Integra, Acura presentó el NSX, un automóvil deportivo V6 con tracción trasera. El NSX, acrónimo de "New Sports eXperimental", fue catalogado como el primer automóvil japonés capaz de competir con Ferrari y Porsche. Este vehículo sirvió como un reclamo para la marca Acura. El NSX fue el primer automóvil de producción de aluminio del mundo, y también fue comercializado y visto por algunos como el "Superdeportivo de uso diario" gracias en parte a su facilidad de uso, calidad y fiabilidad, rasgos que no se conocían en el segmento de superdeportivos de entonces.
El éxito de los fabricantes de automóviles japoneses contribuyó a que sus contrapartes estadounidenses cayeran en una recesión a fines de la década de 1970. Los sindicatos y los grupos de influencia en Norteamérica y Europa presionaron a sus gobiernos para que restringiera las importaciones. En 1981, Japón acordó Restricciones voluntarias a la exportación para evitar medidas proteccionistas que los Estados Unidos podrían haber tomado, ya fueran aranceles o cuotas de importación. En consecuencia, las empresas japonesas respondieron invirtiendo fuertemente en las instalaciones de producción de los EE. UU., ya que no estaban sujetas a aranceles. A diferencia de las plantas de los fabricantes de automóviles nacionales, las plantas japonesas no estaban sindicalizadas (salvo por NUMMI), por lo que tienen gastos salariales más bajos y no sufren el riesgo de huelga. Las restricciones se levantaron en 1994 por acuerdo de todos los miembros del Acuerdo General sobre Aranceles Aduaneros y Comercio (GATT). El establecimiento de instalaciones de producción en los Estados Unidos también fue un paso significativo para mejorar las relaciones públicas, junto con la filantropía, los esfuerzos para establecer relaciones influyentes y el intercambio de tecnología. Europa aún ha mantenido en gran medida sus políticas de proteccionismo contra los automóviles japoneses, aunque las suyas varían considerablemente.
Toyota siempre ha sido, con mucho, el mayor fabricante de automóviles de Japón, y recientemente superó al líder mundial perenne GM en producción y ventas a principios de 2008. Como la más agresiva de las compañías japonesas a la hora de expandirse en camionetas y vehículos de lujo, esto resultó en gran medida exitoso. Su marca de alta gama Lexus se convirtió en la marca de lujo más vendida en todo el mundo en 2000, a pesar de que solo se lanzó en 1989. En consecuencia, el precio de las acciones de Toyota ha cotizado a una prima mucho más alta que otros fabricantes de automóviles. Nissan recuperó su posición en el segundo lugar, superando las dificultades financieras a finales de la década de 1990 que causaron que perdiera su lugar ante Honda. Nissan es el segundo mayor fabricante de automóviles de Japón y ocupa el sexto lugar en el mundo, detrás de Toyota, GM, Volkswagen, Ford y Hyundai. Suzuki, Mazda y Mitsubishi están en un distante cuarto, quinto y sexto lugar en comparación con los tres grandes japoneses.
Toyota, Honda y Nissan están en las 100 Mejores Marcas Globales de la revista BusinessWeek por su valor en dólares, según la clasificación de la consultora líder de marcas Interbrand. La marca Toyota fue valorada en 22,67 mil millones de dólares, ubicándose en el noveno lugar entre todas las marcas globales, automotrices o no automotrices, superando a Mercedes-Benz. Las cifras de producción de fin del año 2010 de la Organización Internacional de Fabricantes de Vehículos Motorizados mostraban que Toyota ocupa el puesto número 1, Nissan el número 6 y Honda el número 7.

## Alemania
El trío alemán formado por Audi, Mercedes-Benz y BMW a menudo se denominan "los tres grandes de Alemania", aunque los principales fabricantes de automóviles reales son el Grupo Volkswagen (productor de Audi), Daimler AG (productor de Mercedes-Benz), y BMW. 
Otros grandes fabricantes alemanes son Opel y Ford-Werke, pero no se consideran parte de esta agrupación, aunque se encuentran entre las marcas más vendidas en Europa; ambos son de propiedad extranjera (Opel es una subsidiaria del Groupe PSA desde 2017 y había sido propiedad de General Motors anteriormente, mientras que Ford Werke es una subsidiaria de propiedad total de Ford Motor Company), y en gran parte tiene su sede en Alemania y lleva a cabo un elevado porcentaje de sus actividades de investigación y desarrollo en Alemania. 
El Grupo Volkswagen ha sido durante mucho tiempo el mayor fabricante de automóviles de Europa. A partir de 2007 superó a Ford para ocupar el tercer lugar en el mundo después de General Motors y Toyota. También es el grupo matriz de Audi, Porsche, SEAT, Škoda, Bugatti, Lamborghini y Bentley. 
Daimler AG tiene importantes participaciones en otros fabricantes de automóviles, incluido Mitsubishi Fuso . 
BMW también produce vehículos de la marca Mini, y ha sido la empresa matriz de Rolls-Royce Motor Cars desde 1998. 
BMW, Mercedes-Benz y Audi representan alrededor del 80% del mercado mundial de lujo.

## Francia
Renault, Peugeot y Citroën a menudo se conocen como los Tres Grandes de Francia, aunque Citroën forma parte del Groupe PSA junto con Peugeot. 
En Francia tienen su sede dos grandes compañías automotrices: 
- PSA Group (propietario de las marcas Peugeot, Citroën, DS y Opel/Vauxhall) es el segundo fabricante de automóviles más grande de Europa y el décimo más grande del mundo en 2016.

- Renault Group (propietario de las marcas Renault, Alpine, Dacia, Lada, Renault Samsung Motors y el 43% de Nissan) es el tercer fabricante de automóviles más grande de Europa y el noveno más grande del mundo en 2016.

Francia fue pionera en la industria automotriz y es el undécimo fabricante de automóviles más grande del mundo en producción de unidades en 2015 y el tercero más grande en Europa (después de Alemania y España). Siempre había sido el cuarto más grande desde el final de la Segunda Guerra Mundial hasta el año 2000. 
Renault Trucks, con sede en Francia, es un importante productor de vehículos comerciales y es propiedad de Volvo AB. Tanto PSA como Renault producen una gran cantidad de vehículos fuera de Francia. 

## India
Maruti Suzuki, Mahindra y Tata Motors pueden considerarse como los Tres Grandes de la India, aunque Maruti Suzuki es una subsidiaria propiedad al 56,21% del fabricante japonés de automóviles y motocicletas Suzuki Motor Corporation. India fue el cuarto fabricante de automóviles más grande del mundo en producción de unidades en 2018.
Tata Motors posee el fabricante de automóviles de lujo inglés Jaguar Land Rover. 